# サマセット
サマセット（英語：Somerset）は、イングランド南西部の地域であり、サマセット州 (the county of Somerset, Somerset county) とも呼ばれる。
北東でグロスターシャー、東でウィルトシャー、南東でドーセット、南西でデヴォンに隣接する。北端の大部分は、ブリストル海峡に面した海岸線である。また、北部のラムサール条約登録地のサマセット低地には草地、泥炭地、フェン、ヨシ原が多く、甲虫類やタゲリ、コガモなどの野鳥が生息している。
州名は Summerset のように発音する。地元住民は、濃厚なウェスト・カントリー訛りを反映して、ザマゼット (Zummerzet) と発音することがある。州名は「夏の人々の場所」という意味の Sumorsaete から来ており、現代ではサマセット低地 (Somerset Levels) と呼ばれている一帯が洪水などによる被害を避けるため、夏の間だけ定住生活に使われていたことに由来する。県のモットーはSumorsaete ealleであり、アングロサクソン語で「サマセットの全ての人々」という意味である。

## 地名の由来
サマセットの地名は、古英語の Sumorsǣte に由来する。これは「サマートンに住む（もしくは従属する）人々」を意味する Sumortūnsǣte の短縮形である。Somersæteの地名の初出は、688年から726年までウェセックス王国を支配したイネ王の法典で、これはサマセットをハンプシャーやウィルトシャー、ドーセットとならぶ地方行政単位に位置づけた最古の例である。同様の語尾は、近隣のドーセットにもみられる。
古英語での地名は、カウンティのモットー Sumorsǣte ealle （全サマセットの人々）に採用されている。これはアングロサクソン年代記に由来することばで、1911年にモットーとして制定された。同書中ではアングロサクソン時代、ウェセックス王国に属していたサマセット人が、ヴァイキングの撃退に奮闘するアルフレッド大王を全身全霊で支えようとするくだりに登場する。
サマセットの地名はバースやサマートン、ウェルズ、キーンシャムなど、大部分がアングロサクソン語起源だが、フローム川やエイヴォン川といった河川名、丘陵の名前などにはブリトン諸語の要素も残る。

## 歴史

### 先史時代
旧石器時代にはすでに、メンディップ丘陵の洞穴に人類が定住していた。チェダー峡谷などからは、大規模な考古遺跡が発見されている。ガフ洞窟で出土した人骨は紀元前1万2000年前のものと考えられ、また紀元前7150年前のものとされる通称チェダーマンは、完全な形で発掘された人骨である。アベリーンズ・ホールなどからは、洞窟壁画も見つかっている。
サマセット低地（とりわけグラストンベリーやブレント・ノルなどの微高地）も古くから人類が定住してきた場所で、中石器時代に狩猟民が定着した。紀元前3807年ないし3806年に、設計されたものとしては世界最古の道路のひとつであるスイート・トラックが建設されると、地域内の交通はより円滑になった。
スタントン・ドルーのストーンサークルの正確な年代はわかっていないが、新石器時代のものと考えられている。鉄器時代に入ると数多くのヒルフォートが築造されたが、カドベリー・キャッスルやハム・ヒルといった一部は中世初期にも再活用された。

### ローマ時代
紀元47年、のちにローマ皇帝となるウェスパシアヌス麾下の第2軍団アウグスタは、ブリタニア征服の過程で南東からサマセットに侵攻した。その後、ホノリウスがブリタニアを放棄する409年ごろまで、現在のサマセットはローマ帝国の一部となっていた。チュー・ストークにあるパガンズ・ヒルのローマ神殿や、ロー・ハムのローマ別荘、さらにバースの市名の由来ともなったローマン・バスなど、さまざまな遺跡が発見されている。

### 中世
古代ローマの撤退後、グレートブリテン島にはアングロサクソン人が到来した。600年までにアングロサクソン人は現在のイングランドの大部分を支配下に収めたが、同時期のサマセットはなおブリトン人の勢力圏にあった。その後もしばらくの間はブリトン人がサクソン人のさらなる南西への侵攻を食い止めていたが、8世紀初頭までにウェセックス王国のイネがサマセットまでその版図を拡大した。サクソン人はチェダーに王宮を構え、10世紀にはしばしば賢人会議（ウィテナイェモート）の会場となった。
サマセットにおいて、ブリトン人とサクソン人の関係がどのようなものであったのかは判然としない。イネが公布した法令は、ウェセックスにおいてブリトン人が別個の規定を設けられるほどの人口規模を有していたことを示唆しているが、一方でブリトン人はサクソン人と同等の社会的地位を得ることができず、多くは奴隷の身分であった。そのため、ブルターニュなどへ多くのブリトン人が移住した可能性がある。
ノルマン・コンクエストののち、州内は700の領土 (fief) に分割されたが、大部分は王領地であった。支配と防衛のため、ダンスター城などの防御施設が築かれた。中世のサマセットでは、さまざまな貴族が勢力をふるった。薔薇戦争中は初代デヴォン伯のハンフリー・スタフォードが台頭し、その勢力はコーンウォールからウィルトシャーにまで及んだ。1485年に薔薇戦争が終結すると、ヘンリー7世の侍従であったジルズ・ドビニーがサマセットでも最も有力となった。

### 近世
2013年に閉鎖されるまで、イングランド最古の現役の刑務所であったシェプトン・マレット刑務所は1610年に開設された。イングランド内戦では主に議会派が優勢で、トーントン包囲戦やラングポートの戦いなどが行われた。
1685年には、サマセットや近隣のドーセットを舞台にモンマスの反乱が展開された。反乱軍はライム・レジスに上陸後、ブリストルやバースを落とそうと北へ進んだが、ウェストンゾイランドのセッジムーアの戦いで敗れた。この戦いは、イングランド史上最後の会戦とされる。アーサー・ウェルズリーは、ウェリントンの町の名前からウェリントン公爵の爵位を得た。ウェリントン近くの丘には、アーサーを記念してウェリントン記念塔という大規模なオベリスクが建造された。

### 近現代
ミッドランズやイングランド北部で産業革命が起きると、サマセットの家内工業は大部分が没落した。もっとも農業の繁栄は続き、1777年には農法の改良を目的に「農業・手工業・製造業・商業の発展のためのバースおよびウェスト・オブ・イングランド協会」が発足した。しかし、20年後の1795年に農学者のジョン・ビリングスリーが州内の農業を調査したところ、その農法にはなお改善の余地があった。
18世紀から19世紀には炭鉱もサマセット北部で有力となり、1800年までにはラッドストックが重要な炭鉱町となった。サマセット炭田の生産高は1920年代にピークに達したが、1973年に最後の炭鉱が閉鎖された。当時の施設は大部分が撤去され、当時の痕跡はほとんど残っていない。さらに西のブレンドン丘陵では19世紀後半、鉄鉱石が採掘されていた。産出した鉄鉱石は西サマセット鉱山鉄道でウォチェット港に運ばれ、そこから船便でエブー・ヴェイルの高炉に届けられた。
第一次世界大戦では、多くのサマセット出身兵が戦死した。サマセット軽歩兵連隊は5000人近い戦死者を出した。州内の大部分の町や村で戦争記念碑が建立された。住民からひとりの戦死者も出さなかった、いわゆるサンクフル・ビレッジ (Thankful Villages) は州内で9か所だけであった。第二次世界大戦では、ノルマンディー上陸作戦の準備基地となった。負傷者を収容するため建設された病院のいくつかは、現在も使用されている。ドイツ軍の上陸の可能性に備えて、トーントン停止線が張り巡らされた。海沿いには、当時の掩体壕の遺構が残されている。
ブリストルなどの町を防衛するため、第二次世界大戦では州内にはりぼての町が多くつくられた。これらは「停電した」街路や鉄道の線路、ブリストル・テンプル・ミーズ駅などを模してつくられ、ドイツ軍による爆撃を実際の標的からそらすことを目的としていた。電波航法でブリストルを目指すドイツ軍機の航路上にあたるビーコン・バッチには、シェパートン・スタジオの設計で、実際の航空写真に基づいてブリストルの鉄道操車場が再現された。稼働中の蒸気機関車に見せかけて、ぼんやりとした赤色灯が焚かれた。また、第一陣の爆撃機が焼夷弾を投下したように見せかけて、クレオソート油に浸したわら束が燃やされた。一方で、実際の目標地点に投下された焼夷弾は可能な限り素早く消火された。ほかにも、空襲を受ける都市や町と誤認させるため、ドラム缶単位で油が使用された。
チュー・マグナのはりぼて町には1940年12月2日に6機の爆撃機が飛来し、翌年1月3日にも1000発以上の焼夷弾が投下された。その翌日には、ウェストン＝スーパー＝メアにあった飛行場を防衛するためにつくられたアップヒルのはりぼて町が爆撃を受け、一群の乳牛が被害を受けた。

## 産業
多くの町は小規模な軽工業を抱えているものの、サマセットには大規模な工業地帯はない。産業革命の頃にイングランド南西部の主要な港として発展したブリッジウォーターやヘリコプターの生産で有名なヨービルは数少ない例外である。
大部分は都市化されておらず、観光業は重要な産業の1つである。2001年の推計によると、23,000人が観光業に雇用されている。エクスムーア国立公園の一部である海岸線沿いの町や汽車を運行していることで有名なウェスト・サマセット鉄道、それにイギリス海軍航空博物館が、主な観光スポットである。また、グラストンベリーでは毎年、世界最大規模のロックフェスティバルが開かれており、多くの観光客で賑わっている。数々の洞窟が公開されているチェダー峡谷もあり、この地が発祥地であるチェダーチーズは世界中で有名である。
以前ほど重要な産業ではなくなってきているものの、農業は依然として重要な産業の1つである。かつてサマセットはイギリス国内の有名なリンゴの産地であり、今でもリンゴを原料に作られたシードルは県の特産品である。

## 交通
州内には6,531キロメートルにおよぶ道路網がある。幹線道路としては高速道路M5のほか、A303、A37、A38、A39、A358、A361が挙げられるが、幅員のせまい道路しか通じていない地域も多い。
鉄道はウェスト・オブ・イングランド幹線のヨービル・ジャンクション駅が設けられているほか、ブリストル・エクセター線、ブリストル・テンプル・ミーズ駅からウェイマス駅に至るハート・オブ・ウェセックス線、レディング・トーントン線が営業している。鉄道会社はグレート・ウェスタン・レールウェイが最大手で、そのほかサウス・ウェスタン鉄道とクロスカントリーがある。
空の便では、北部のブリストル空港に国内線・国際線が発着している。

## 文化
中世にはグラストンベリー・トーやウッドスプリング小修道院、マチェルニー修道院といった重要な宗教施設があった。今日のバース・アンド・ウェルズ主教区は、サマセット（ノース・サマセットのアボッツ・リー教区とリーの森を除く）とドーセットの一部地域を管轄している。バース・アンド・ウェルズ主教区の主教座は、かつてはバース修道院にあったが、のちにウェルズ市のセント・アンドルー大聖堂教会に移転した。ローマ・カトリックではクリフトン司教区の管轄区域にあり、ダウンサイド・アビーの通称で知られるセント・グレゴリーズ修道院がストラットン＝オン＝ザ＝フォスにある。また、ウォッシュフォード村の近くにはシトー会のクリーブ修道院の廃墟がある。
ウィリアム・ワーズワースやサミュエル・テイラー・コールリッジは、ニザー・ストーウィーのコールリッジ・コテージで作品をあらわした。作家のジョン・カウパー・ポーウィス（1872年 - 1963年）は1885年から1894年にかけて、州内のモンタキュート村で生活した。Wood and Stone（1915年）やA Glastonbury Romance（1932年）といった作品は、サマセットを舞台としている。作家のイーヴリン・ウォーも、晩年をカム・フロリー村で送った。
サマセットの民謡はセシル・シャープにより採集され、グスターヴ・ホルストの「サマセット・ラプソディ」などに取り入れられた。ウィリトン近くのホールズウェイ・マナーは、民族音楽の国際的なセンターである。
シェプトン・マレット近くのピルトンで毎年開催されるグラストンベリー・フェスティバルは、世界的に有名なエンターテイナーが出演するイベントで、世界各国から17万人以上の音楽や文化の愛好家が集う。グラストンベリー・フェスティバルのグリーン・フィールズから派生したビッグ・グリーン・ギャザリングは、毎年夏にチャーターハウスとコンプトン・マーティンのあいだのメンディップ丘陵で開催される。そのほかローカルな催事として、バース文学祭やフロム・フェスティバル、トロウブリッジ・ビレッジ・パンプ・フェスティバル（開催地はトロウブリッジではなく、サマセットのファーリー・ハンガーフォード）などがある。秋にはサマセットの町々をウェスト・カントリー・カーニバルズのパレードが練り歩く。これはヨーロッパ最大規模の「光の祭典」である。
州内には数多くの博物館がある。そのうちバースにはアメリカン・ミュージアム・イン・ブリテン、バース建築博物館、ハーシェル天文博物館、ジェイン・オースティン・センターなどが立地する。そのほか、観光地となっている文化遺産として、クレバートン揚水施設、ダンスター・ワーキング・ウォーターミル（水車）、ヨビルトンの海軍航空隊博物館、ナニー城、ウェストン＝スーパー＝メアのヘリコプター博物館、アックスブリッジにあるジョン王の狩猟小屋、ブレイク博物館、トーントンのサマセット博物館、グラストンベリーのサマセット農村生活博物館、ウェストンゾイランド揚水施設博物館などがある。
州内には11,500の指定建築物、523の特定記念碑、192の保全地区、41の公園ないし庭園（バリントン・コート、ホルニコート・エステート、プリア・パーク景観庭園、ティンティンハル・ガーデンなど）、36のイングリッシュ・ヘリテッジ指定史跡、19のナショナル・トラスト（クリーブドン・コート、ファイン・コート、モンタキュート・ハウス、ティンテスフィールド、ステンブリッジ・タワー・ミルなど）がある。そのほかの歴史ある邸宅は依然民間所有のままか、ホルズウェル・ハウスやマーストン・ビゴットのようにほかの目的に転用されている。サマセットの建築では、中世の教会の尖塔が特徴的である。
スポーツではバース・ラグビーがバースのレクリエーション・グラウンドを、サマセット・カウンティ・クリケット・クラブがトーントンのカウンティ・グラウンドそれぞれ本拠地としている。サッカーでは、ナショナルリーグ所属のヨーヴィル・タウンFCが最有力のクラブである。競馬では、トーントンやバース、ウィンカントンに競馬場がある。
メディアでは地方紙ウェスタン・デイリー・プレスとともに、ウェストン・アンド・サマセット・マーキュリー、バース・クロニクル、チュー・バレー・ガゼット、サマセット・カウンティ・ガゼット、クリーブドン・マーキュリー・メンディップ・タイムズ、ウェスト・サマセット・フリー・プレスといった地域紙が刊行されている。テレビはBBCウェストとITVウェスト・カントリーの管轄エリアだが、南西部の一部地域ではBBCサウスウェストも視聴できる。ローカルラジオ局としては、BBCラジオ・サマセット、BBCラジオ・ブリストル（州北部）、ハート・ウェスト、それにヨービルのグレーテスト・ヒッツ・ラジオ・サウスウェストが挙げられる。

## 主な町や村
州都はサマートンであったが、近年トーントンにその機能は移転されている。バースとウェルズの2つの市があり、ウェルズはイングランド内で最小である。
次に人口3,000人以上のものを挙げる。
| - バース (Bath) - ビショップ・ハル (Bishop's Hull) - ビショップ・リダー (Bishop's Lydeard) - ブリッジウォーター (Bridgwater) - ブリントン (Brympton) - バーンハム・オン・シー (Burnham-on-Sea) - チャード (Chard) - チェダー (Cheddar) - コミートロー (Comeytrowe) - クルーカーン (Crewkerne) - フルーム (Frome) - グラストンベリー (Glastonbury) - イルミンスター (Ilminster) - マートック (Martock) | - マーレ (Meare) - マインヘッド (Minehead) - ノース・ペザトン (North Petherton) - シェプトン・マレット (Shepton Mallet) - サマートン (Somerton) - サウス・ペザトン (South Petherton) - ストリート (Street) - トーントン (Taunton) - ワッチ (Watchet) - ウェリントン (Wellington) - ウェルズ (Wells) - ウェストン＝スーパー＝メア (Weston-super-Mare) - ウィンカントン (Wincanton) - ヨーヴィル (Yeovil) |

詳しくはサマセットの地名一覧を参照